# فريدريكو الرابع ملك صقلية
فريدريكو الثالث أو الرابع (1 سبتمبر 1341 - 27 يناير 1377) ويدعى بالبسيط، كان ملك صقلية 1355-1377. كان النجل الثاني لبيترو الثاني ملك صقلية وإليزابيث من كارينثيا وخلف شقيقه لودفيكو الذي تسميه الوثائق التاريخية «فريدريكو الطفل، حاكم مملكة صقلية» دون أية ترقيم لقبي.
يختلط فريدريكو البسيط كثيرًا مع ملك صقلي سابق هو فريدريكو الثاني الذي اختار أن يطلق على نفسه «فريدريكو الثالث»، رغم أنه كان في الواقع ثاني ملك يحمل الاسم فريدريك على عرش صقلية.